# Hotel De Bilderberg

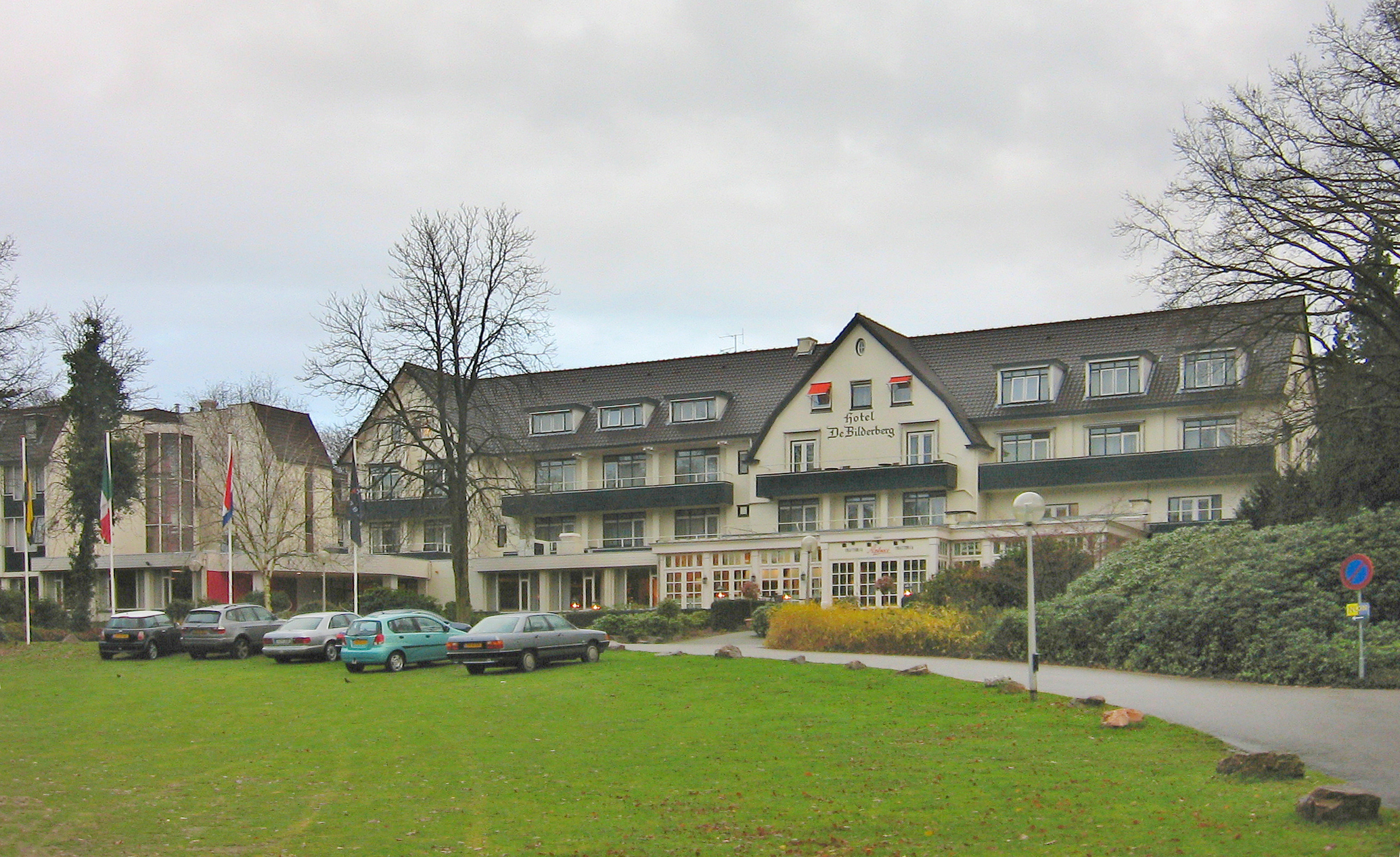
Hotel De Bilderberg, Oosterbeek, waar de eerste Bilderbergconferentie plaatsvond

Hotel De Bilderberg is een hotel en landgoed te Oosterbeek van de hotelketen Bilderberg.
Landgoed Bilderberg werd in 1913 gekocht door Joannes Pieter van Tienhoven, die het bebouwde en ontwikkelde en er in 1916 een landhuis op bouwde, naar een ontwerp van Adolf Daniël Nicolaas van Gendt. In 1923 werd het landgoed verkocht aan de gemeente Oosterbeek. die het twee jaar later verkocht aan de Tafelberg Hotel Maatschappij. De THM verbouwde het huis. Er werden meer badkamers gemaakt en er werd een dinerzaal aangebouwd. In 1926 werd het hotel geopend.
Het ging financieel niet goed in Nederland en steeds meer bewoners van de Randstad zochten een vakantiebestemming in eigen land. In 1933 werd het aantal kamers verdubbeld en kregen alle kamers een eigen badkamer.
In 1940 werd er nog een dinerzaal aangebouwd. De capitulatie volgde en de eerste gasten waren Duitsers. Aan het einde van de oorlog werden Oosterbeek en het hotel zwaar beschadigd, maar het dak bleef intact. Burgemeester ter Horst betrok het hotel in 1945 om de wederopbouw van zijn gemeente te organiseren. In de zomer van 1946 kon het gebouw weer als hotel gebruikt worden.
De eerste Bilderbergconferentie werd hier in 1954 onder voorzitterschap van prins Bernhard georganiseerd van 29 tot 31 mei naar aanleiding van de verslechterende relatie tussen de Verenigde Staten van Amerika en Europa.
De BV Exploitatie Maatschappij Bilderberg en Wolfheze werd in 1977 overgenomen door de SMP Hotelgroep. De Bilderberg werd verbouwd en uitgebreid, en in 1978 heropend. Vanaf dat moment wordt de naam Bilderberggroep gebruikt.

## Voetnoten
1. ↑  Oosterbeek - Van Tienhovenlaan. Heemkunde Renkum. Gearchiveerd op 22 mei 2025. Geraadpleegd op 20 juli 2025.